# 湛藍牢籠
《湛藍牢籠》是台灣電子遊戲開發組PHOSEPO開發的帶有懸疑推理的文字冒險遊戲，於2021年9月1日在Steam發行。作品講述一群高中生在畢業旅行中陷入了時間輪迴，主人公吾時為了打破輪迴作出的各種努力，最終成功逃脫。本作是PHOSEPO第一部作品，同年12月20日遊戲的前傳小說《湛藍牢籠 前傳》發售。由於遊戲中死亡輪迴的設定，被稱為「海底列車版的《忌日快樂》」。

## 遊戲系統
《湛藍牢籠》採取戀愛冒險的遊玩方式，玩家所扮演角色的是吾時。玩家遊玩時需要閱覽屏幕上所顯示的文本以了解故事情節和人物之間的對話，這些文字會與人物的立繪和背景一同出现，用以表示對話的對象。對話對象的立繪會隨著對話進行而變化，根據對話的内容做出不同動作或表情，如臉紅，驚愕，皺眉等。在部分場景中會遇見代替背景和人物立繪的電腦圖像。遊戲中會在預設的段落中出現行為選項供玩家選擇，下一段文本在做出選擇前並不能夠顯示。由玩家來決定主角接下來的行動，繼而影響接下來的劇情發展，選項會導致不同的結局。遊戲存在生命值設定，錯誤的選擇和行為會減少生命值。遊戲雖然有存檔機制，但是在同一週目下，玩家不能透過讀取存檔恢復減少的生命值。遊戲有三個結局，其中一個結局需要玩家完成前兩個結局，在關鍵選項出現時保持滿生命值才能觸發。

## 故事簡介
海底觀光列車「時之旅」是大財團「銫」所建造的知名景點，旅客可以在三天的行程中，以透明的海底隧道觀賞海底的美景。銫財團的千金銫月是一日高中的應屆畢業生，她為同學們安排了「時之旅」作為畢業旅行。主人公吾時和朋友紀姮笙、宇光也參與了這場旅行，眾人在旅程中留下愉快的記憶。不幸的是在行程的第三天，吾時死於意外，但是吾時在死後回到了第一天。在帶有既視感的情況下，吾時度過了前兩天，期間發現宣傳中十二節的列車多了一節黑色車廂，他的異常表現很快被銫月所發現，銫月也告知他時之旅是時間機器的秘密，新出現的車廂代表有人開啟時間機器，機器能將人的記憶傳到過去，開啟者被兩人稱為「S」。S很快就出現在兩人面前，聲稱要掌握時間的秘密，S不斷啟動時間機器回溯時間，而啟動需要消耗到人的生命，死者的意識回溯，在新輪迴中也是死亡，就這樣過半學生被當做回溯的「燃料」。吾時和S保留了每次回溯輪迴的記憶，雖然吾時有機會去阻止S，但是在S以吾時的青梅竹馬紀姮笙生命要挾下，他放棄了抵抗。
直到紀姮笙也被當作「燃料」時，吾時後愧莫及，於是尋求銫月幫忙。在該次回溯中銫月設計奪走了啟動機器的鑰匙，開啟了全新的回溯，列車也多了第十四節車廂。銫月分析回溯的機制，指出新回溯會重置世界，回到沒有人變成燃料之前，前一個開啟回溯者的記憶也會重置。同時時間之神為了修復回溯可能產生的問題，讓第一個燃料吾時作為「修正者」擁有回溯的記憶，一輪輪死亡的痛苦會促使修正者去中斷回溯。自傲的銫月想在回溯中迴避吾時的意外死亡，不理會吾時警告去回溯時間，上百人成為燃料，最後她卻發現吾時的死亡不可避免。吾時在銫月鬆懈時搶奪了鑰匙，連同鑰匙淹沒在大海中，以此中斷回溯。然而還是有人開啟新一輪回溯，列車有了第十五節車廂。吾時發現這一輪的使用者是紀姮笙，她也是之前的S，銫月的父親其實暗地裡利用畢業旅行進行時間實驗，只要他的意外死亡無法迴避，紀姮笙對他的感情就會被利用來開啟回溯。
之後根據玩家的選擇，決定吾時如何中止輪迴。吾時可以選擇再次尋求銫月的幫助，兩人總結了數次回溯的經驗，銫月推斷出一種可能性，使用時間機器穿越到未來，讓吾時意識傳到未來得以迴避因果而復活。試驗失敗了，吾時在銫月面前死去，銫月陷入自責和痛苦中，旁觀的女僕千淵決定改變這個結局，再度開啟回溯。多人開啟機器回溯，最後讓本來局限於畢業旅行的回溯影響到全世界，造成世界的混亂，銫財團乘機掌控了世界。吾時還可以選擇和紀姮笙曉之以情，讓對方放棄救自己，紀姮笙最終決定與吾時殉情。若吾時選擇獨自中止輪迴，讓自己成為燃料和回溯開啟者，三天的畢業旅行也會成為無限重複的旅行，吾時期待以這種循環迫使時間之神有所回應，讓神打破輪迴。超過上千次輪迴，吾時身心疲憊，終於他按不住寂寞，將自己的經歷當作故事講述給紀姮笙，這個故事傳到銫月哪裡，銫月敏銳地意識到時間機器開啟了，透過故事推斷出回溯的其他機制。眾人打算以偽裝時間之神的方式，讓吾時自身作為開啟者，以自身作燃料將意識轉到未來。這個方法成功讓吾時迴避了死亡 。

## 主要角色
吾時
故事主人公，就讀於「一日高中」的男子高中生。在畢業旅行中遭到意外死亡回到三天之前，而且他還保留了輪迴的記憶，之後還是在第三天遭遇各種意外死去並再度回到過去，接二連三的輪迴讓他發現「時之旅」是時光機器的秘密，故事中不斷為中斷輪迴而努力。
銫月
大財團「銫」的繼承人，接受嚴格家規教導的千金小姐。雖然是一日高中的學生，但是絕大部分時間不在學校學習，更多是接受課外的私人教育。在同學中的印象是個拒人千里的冰山美人，實際上很渴望結交朋友，也有少女的一面。故事中由於過度的自信，造成悲劇的開始，曾試圖利用時間機器破除因果，屢次失敗後一度失控崩潰。在中斷輪迴和破除時間悖論的問題上提出很多新的想法，在真結局路線中，其新想法促成輪迴中斷。
紀姮笙
吾時的青梅竹馬及同班同學，兩人雖然沒有交往，但是在同學眼中兩人的關係已經是情侶。暗戀吾時並計劃在畢業旅行期間告白，對吾時有強烈的感情。故事中由於無法接受吾時意外死亡，而開啟時光機器並在不斷輪迴中變得瘋狂。
千淵
銫月的專屬女僕，是吾時的學妹，本身具有高超的武藝。為了照顧銫月而入讀一日高中，也以這個理由參加了銫月的畢業旅行。曾經為了拯救自己的哥哥開啟過時間機器，在輪迴中變得瘋狂時被銫月所拯救，從此為銫月盡忠。

## 開發
遊戲製作人是輕小說家小鹿，除了團隊的組建，還主要負責遊戲的劇本。小鹿在春魚工作室創辦人陳善清幫助下組建了製作團隊，陳善清也引薦了插畫家摩科負責遊戲的SD原畫，同時陳善清負責團隊的專案管理、對外聯絡等事務。遊戲內主要美術由玉蒔良負責，包括人物設計、角色立繪等。梁瓏負責程序、演出等工作，在組員完成相關素材後，負責內容整合。遊戲的音樂由小路兒製作，遊戲內最初有15首歌曲後增加到近20首，主題曲《Interaction》由薛南演唱。
製作團隊在製作後期階段，以众筹的方式籌集開發資金，以增加更多電腦圖像、分支事件等內容。其中高級的众筹專案給予贊助者參與到遊戲內容的製作上，贊助者可以指定故事中一位死亡學生的性別、外觀和暱稱，該學生也會在遊戲中隨機登場。由於開發預算的關係，遊戲取消了配音的計劃。

## 發行
遊戲專案於2018年開啟，2020年10月登陸众筹網站嘖嘖平台並首次披露作品相關情報。同年12月23日众筹開始，同日製作團隊成立Facebook粉絲專頁陸續發佈遊戲情報。众筹方案上，團隊請來香港同人社團風林火山和黑蛛白蛛負責相關周邊商品的美術設計，作品預計2021年第二季度在Steam推出。众筹一週後，籌集金額已經超過目標五倍。2021年2月，製作團隊表示因應玩家反響，延長众筹時間。7月，團隊表示遊戲製作進入最後階段，預計在2021年8月發佈。遊戲的原聲帶先行在Steam發佈。遊戲最後延期至9月1日正式發佈。同期作品被文化內容策進院推薦參加2021 釜山亞洲內容暨電影市場展 E- IP 單元，並成功入選。遊戲的宣傳主要是利用Facebook廣告和宣傳視頻，在發售前有邀請如璐洛洛、兔姬、老王及萊斯等將近三十位實況主或Vtuber宣傳作品。
遊戲的前傳小說於2021年12月20日由尖端出版發售，由遊戲編劇小鹿編寫，玉蒔良負責小說插畫和封面。

## 備註
1. ↑  該結局在遊戲中標記為結局一。
2. ↑  該結局在遊戲中標記為結局二。
3. ↑  該結局在遊戲中標記為結局零。

## 外部連結
- Steam商店頁面
- 《湛藍牢籠》在視覺小說數據庫的頁面 （英文）